# 栗田マークアジェイ
栗田 マークアジェイ（くりた マークアジェイ、1998年3月7日 - ）は、東京都出身のプロサッカー選手。ポジションはフォワード（FW）。

## 来歴
ガーナ人の父と日本人の母との間に生まれた。東京SC U-15、東京実業高校を経て、静岡産業大学へ進学した。
2020年より、カマタマーレ讃岐へ加入。6月28日、J3開幕戦となるガンバ大阪U-23戦で先発出場でJリーグデビューを果たすと、後半20分にJリーグ初得点を記録した。
2022年、鈴鹿ポイントゲッターズに期限付き移籍。この年で讃岐、鈴鹿ともに契約満了となった。同年11月28日、カンセキスタジアムとちぎで行われたJリーグ合同トライアウトに出場した。
2023年、オーストラリアのナショナル・プレミアリーグ・ビクトリア2に加盟するウェリビーシティFCへの加入が発表された。

## 所属クラブ
- 玉川スポーツ少年団（世田谷区立玉川小学校）
- 東京SC U-15（世田谷区立玉川中学校）
- 東京実業高等学校
- 静岡産業大学
- 2020年 - 2022年  カマタマーレ讃岐
  - 2022年  鈴鹿ポイントゲッターズ（期限付き移籍）
- 2023年 -  ウェリビーシティFC

## 個人成績
| 国内大会個人成績 | 国内大会個人成績 | 国内大会個人成績 | 国内大会個人成績 | 国内大会個人成績 | 国内大会個人成績 | 国内大会個人成績 | 国内大会個人成績 | 国内大会個人成績 | 国内大会個人成績 | 国内大会個人成績 | 国内大会個人成績 |
| 年度             | クラブ           | 背番号           | リーグ           | リーグ戦         | リーグ戦         | リーグ杯         | リーグ杯         | オープン杯       | オープン杯       | 期間通算         | 期間通算         |
| 年度             | クラブ           | 背番号           | リーグ           | 出場             | 得点             | 出場             | 得点             | 出場             | 得点             | 出場             | 得点             |
| 日本             | 日本             | 日本             | 日本             | リーグ戦         | リーグ戦         | リーグ杯         | リーグ杯         | 天皇杯           | 天皇杯           | 期間通算         | 期間通算         |
| ---------------- | ---------------- | ---------------- | ---------------- | ---------------- | ---------------- | ---------------- | ---------------- | ---------------- | ---------------- | ---------------- | ---------------- |
| 2020             | 讃岐             | 9                | J3               | 26               | 5                | -                | -                | -                | -                | 26               | 5                |
| 2021             | 讃岐             | 9                | J3               | 24               | 2                | -                | -                | 1                | 0                | 25               | 2                |
| 2022             | 鈴鹿             | 41               | JFL              | 12               | 1                | -                | -                | 2                | 0                | 14               | 1                |
| 通算             | 日本             | 日本             | J3               | 50               | 7                | -                | -                | 1                | 0                | 51               | 7                |
| 通算             | 日本             | 日本             | JFL              | 12               | 1                | -                | -                | 2                | 0                | 14               | 1                |
| 総通算           | 総通算           | 総通算           | 総通算           | 62               | 8                | -                | -                | 3                | 0                | 65               | 8                |

- Jリーグ初出場 - 2020年6月28日 J3第1節 ガンバ大阪U-23戦（Pikaraスタジアム）
- Jリーグ初得点 - 同上